# Гагаїфомауга

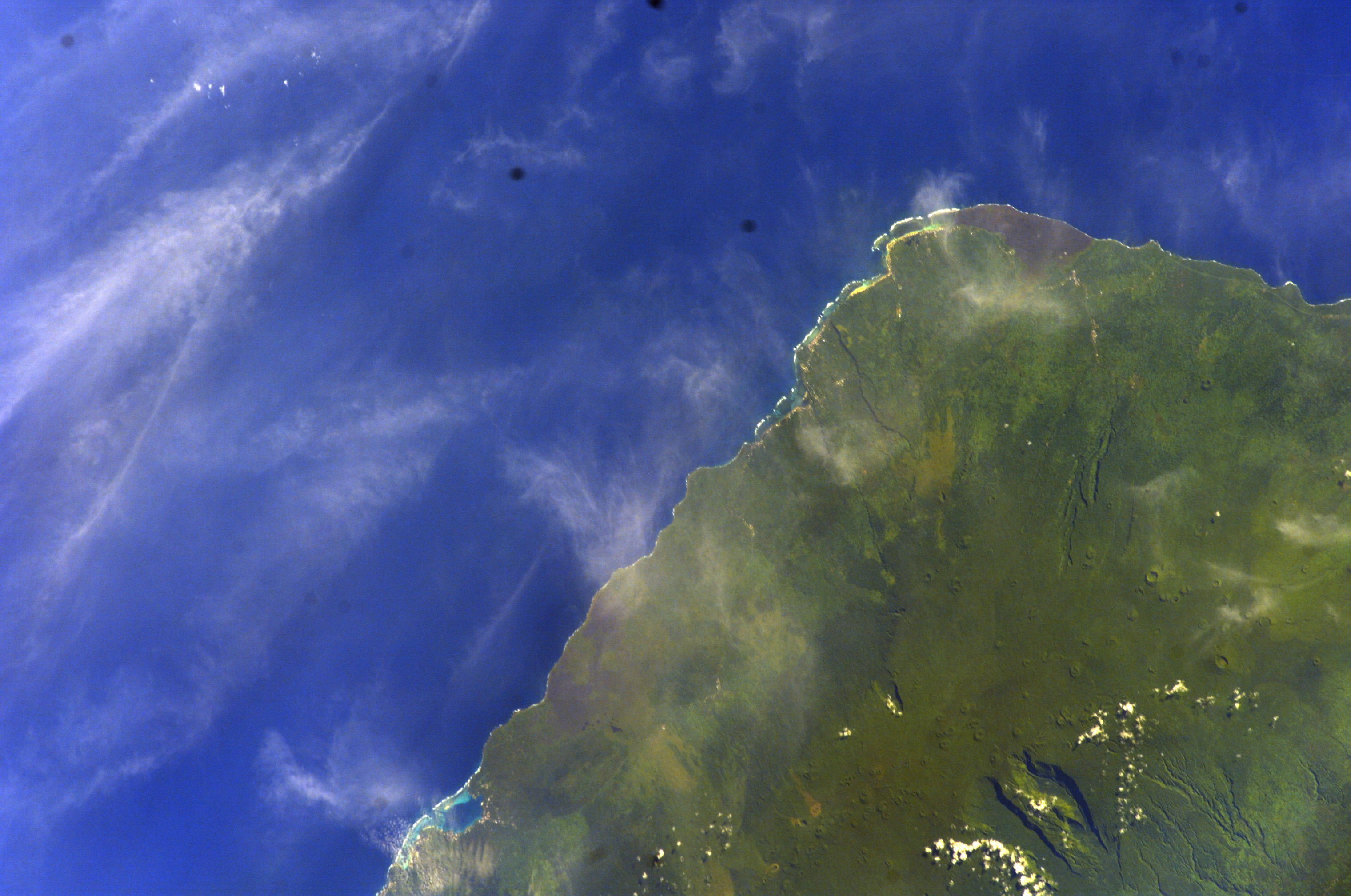
Округи Гагаїфомауга і Гагаемауга з космосу, знімок NASA

Гагаїфомауга (самоан. Gaga'ifomauga) — адміністративний округ Самоа, розташований на півночі острова Саваї. Площа округу — 365 км². Населення по перепису населення 2011 року - 5035 мешканців.
Адміністративний центр — Аопо .
В окрузі розташована гора Сілісілі (1858 метрів) — найвища точка держави Самоа, архіпелагу Самоа, а також вона займає четверту сходинку в списку найвищих точок всіх островів Тихого океану, що входять в частину світу Океанія, без урахування Папуа Нової Гвінеї та Нової Зеландії .